# Nova Oselica
Nova Oselica – wieś w Słowenii, w gminie Gorenja vas-Poljane. W 2018 roku liczyła 16 mieszkańców.